# Герр, Ричард
Ричард Герр (Richard Herr; 7 апреля 1922, Гуанахуато — 29 мая 2022) — американский историк, испанист. Специалист по истории Франции и Испании XVIII — нач. XIX вв.
Доктор философии (1954), эмерит-профессор Калифорнийского университета в Беркли, член Американского философского общества (1993). Лауреат Leo Gershoy Award и Berkeley Citation (1991).

## Биография
Сын американского горного инженера, он провел свои первые десять лет жизни в Мексике, там же выучил испанский язык. Окончил Гарвард (бакалавр истории, 1943), где учился с 1939 года. В 1943-1945 годах служил в армии США в Европе. После войны остался во Франции, в 1945-1946 годах учился в Сорбонне; там же во Франции первый раз женился; в первом браке у него появилось двое сыновей; развелись в 1966 году. В 1968 году женился во второй раз; две дочери.
Степень доктора философии по истории получил в Чикагском университете, где занимался для того в 1948-1952 годах (в продолжение своих докторских исследований он выпустит монографию The Eighteenth-Century Revolution in Spain). В 1952-1959 годах работал в Йеле. После 1960 года сначала ассоциированный, затем фул-профессор истории Калифорнийского университета в Беркли; с 1991 года в отставке, эмерит.
В 1997—2009 годах член, с 2003 года председатель комитета Allen Moe Prize Американского философского общества.
Член Американской академии искусств и наук.
Членкор Королевской академии истории в Мадриде (1965). Почётный доктор Алькальского университета (2001).
Автор An Historical Essay on Modern Spain (1974).
Монографии
- The Eighteenth-Century Revolution in Spain (Princeton, 1958)
- Tocqueville and the Old Regime (1962)
- Rural Change and Royal Finances in Spain at the End of the Old Regime (1989)
- Separate but Equal? Individual and Community Since the Enlightenment (2016)[7]